# 虎渓山パーキングエリア

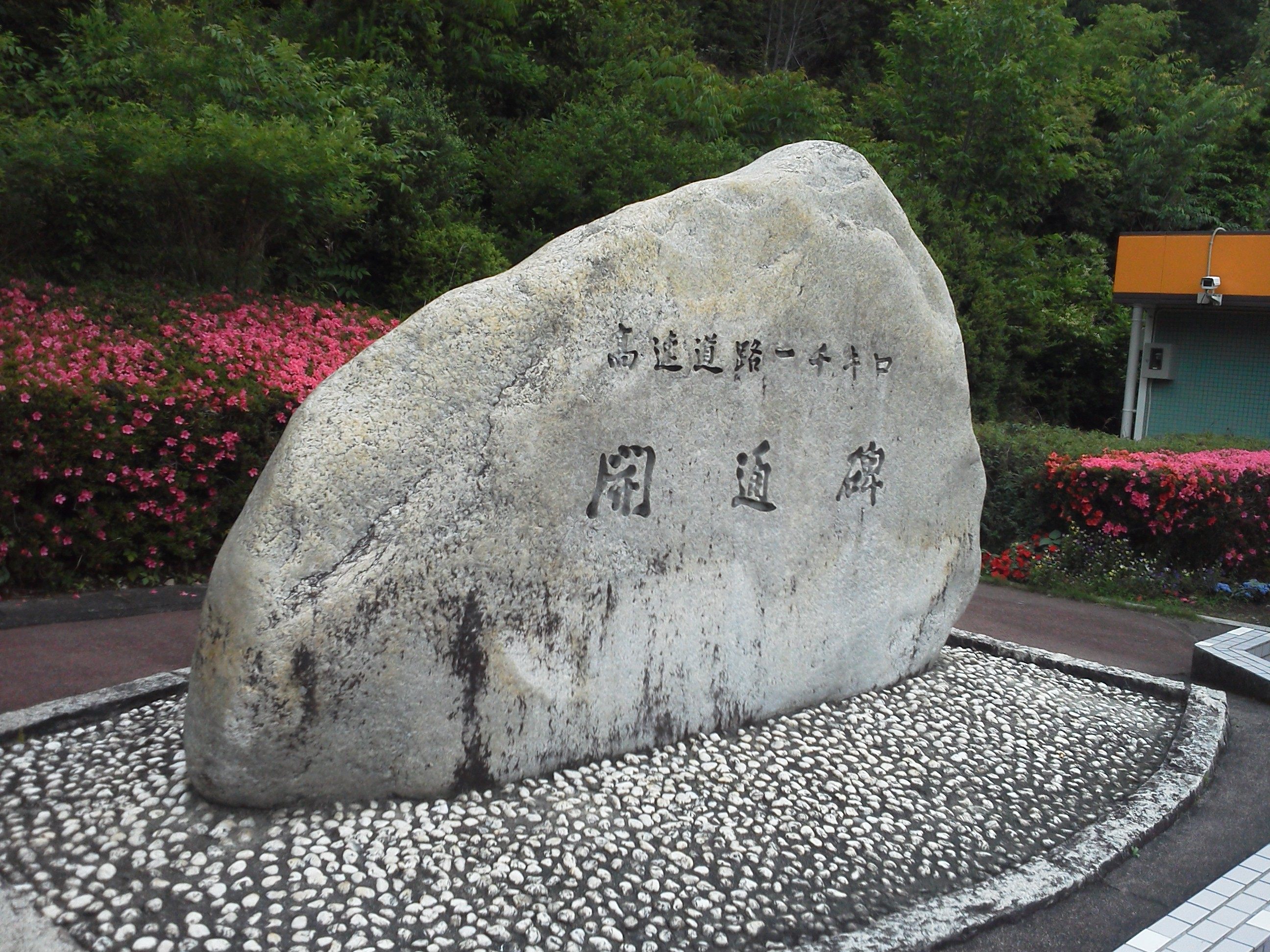
高速道路1,000km開通碑

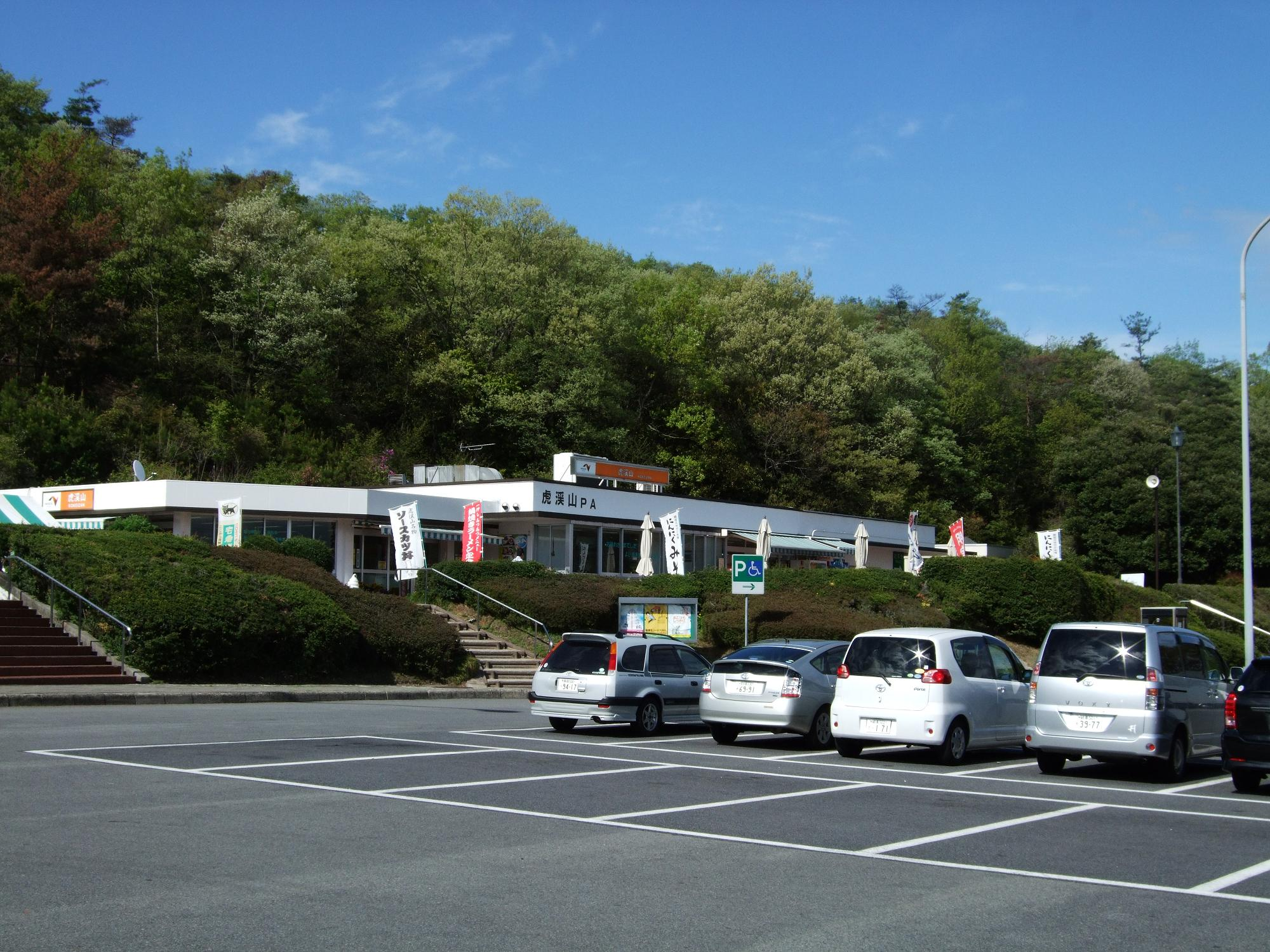
虎渓山パーキングエリア駐車場

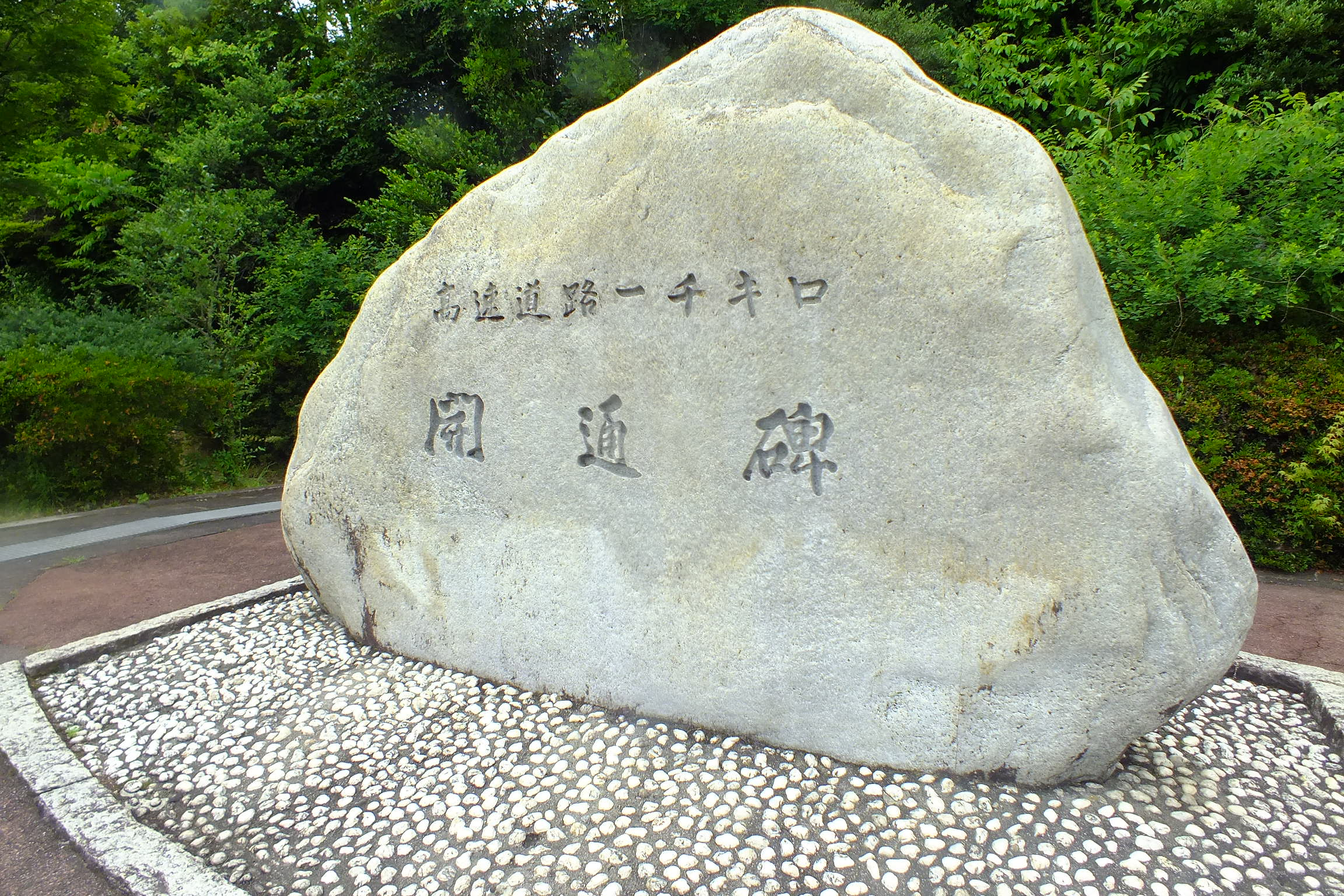
高速道路1,000km開通碑

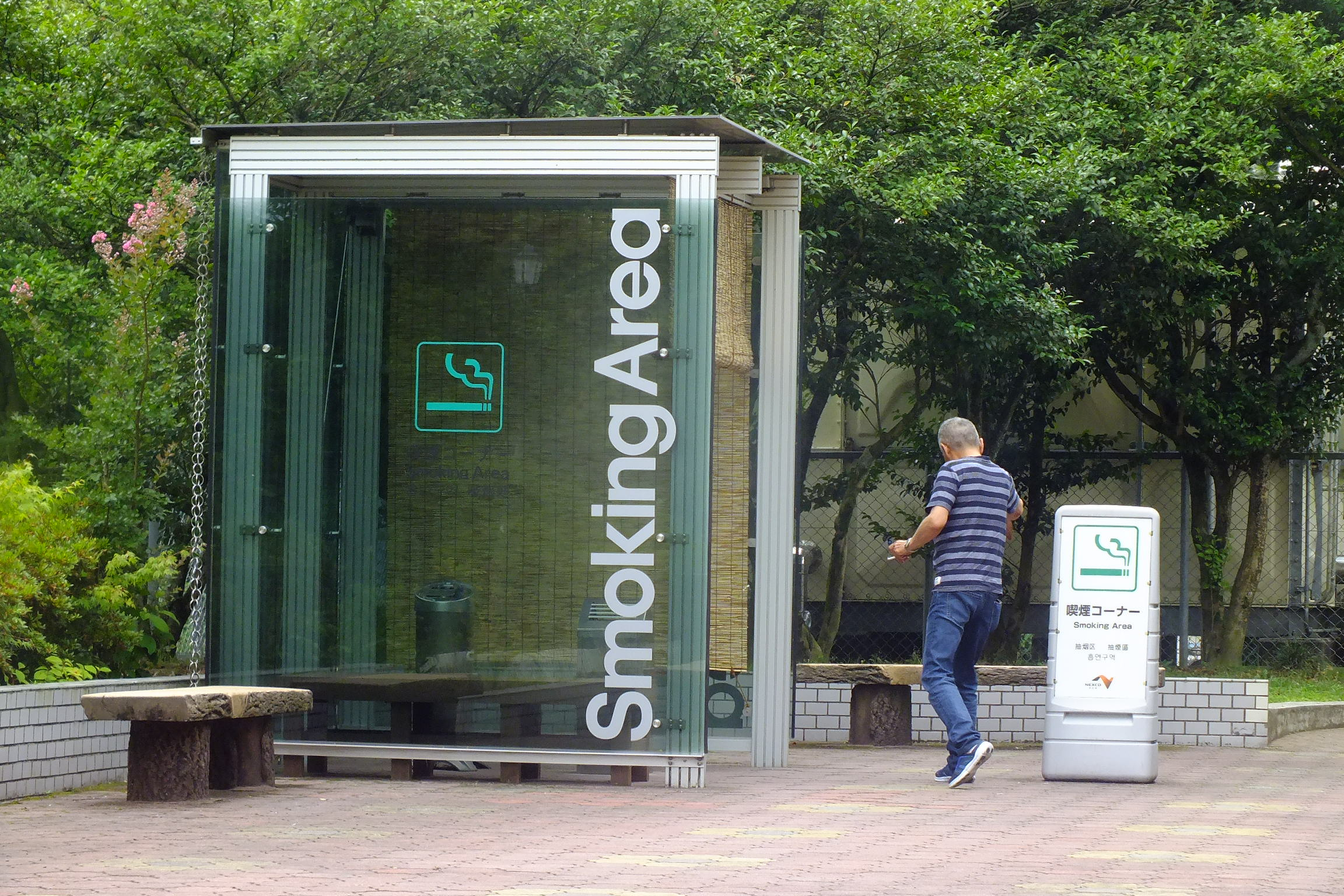
虎渓山パーキングエリア喫煙コーナー

虎渓山パーキングエリア（こけいざんパーキングエリア）は、岐阜県多治見市の中央自動車道上（上り高井戸方面のみ）にあるパーキングエリア。

## 道路
- E19 中央自動車道

## 施設

### 上り線（長野・東京方面）
- 駐車場
  - 大型 - 10台
  - 小型 - 40台
- トイレ
  - 男性 - 大4（和式1・洋式3）・小10
  - 女性 - 10（和式1・洋式9）
  - 車椅子用 - 1
- ガソリンスタンド（ENEOS（(株)ENEOSウイング）6:00 - 22:00）
  - 以前はサンタモニカ石油(株)(昭和シェル石油)→中日本エクシス(株)(JOMO)が運営していた。
- スナック（7:00 - 20:00）
- ショッピング（7:00 - 20:00）
- 喫煙所
- 自動販売機
- エリア内に、「高速道路1,000km開通碑」が建てられている。1973年（昭和48年）に中央自動車道・瑞浪IC - 多治見IC間の開通により、高速道路供用延長が1,000kmに達したことを記念している[1]。

## 隣
E19 中央自動車道
(30-1) 土岐JCT - 虎渓山PA（上り線のみ） - (31) 多治見IC/BS